# Chachapoya

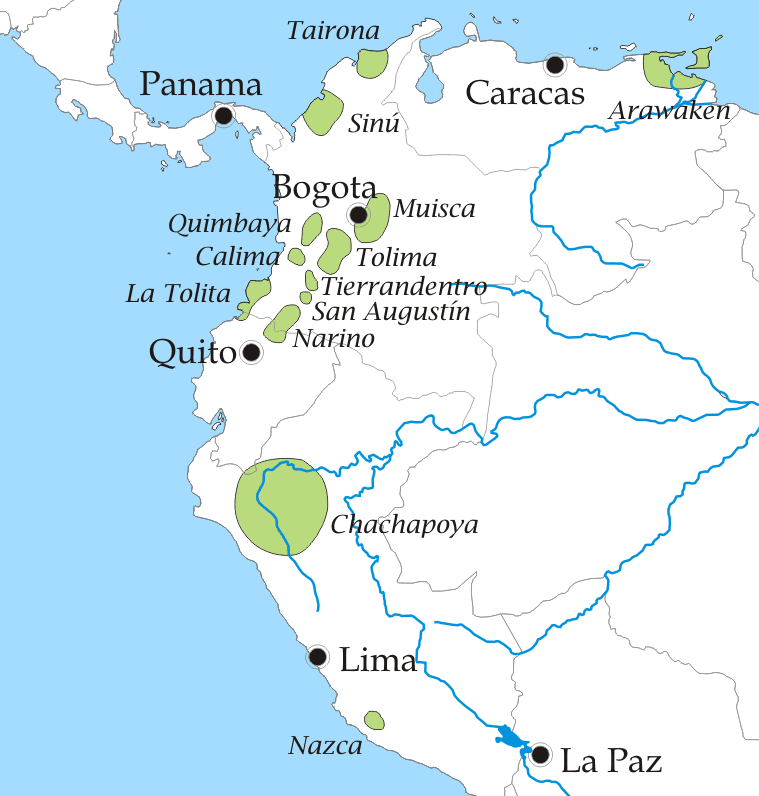
Vorkolumbische Kulturen in Südamerika

Die Chachapoya waren ein prähistorisches Andenvolk (indigene Völker Südamerikas). Der Name wurde ihnen von den Inka gegeben und bedeutet auf Quechua „Wolkenmenschen“ oder „Nebelkrieger“.

## Geschichte
Ab wann man genau von einer Chachapoya-Kultur sprechen kann, ist ungewiss.
Auch wann die riesige Festung von Kuelap, das bekannteste Zeugnis dieser Kultur, gebaut wurde, ist umstritten. Frühere Schätzungen gingen meist von 800 n. Chr. aus. Doch der seit 1986 für die Ausgrabungen in Kuelap zuständige peruanische Archäologe Alfredo Narváez kam zur Frage, wann Kuelap gebaut wurde, aufgrund neuerer Radiocarbon-Analysen inzwischen zu einem anderen Ergebnis: „Die ältesten Datierungen, die wir haben, stammen aus dem 6. Jahrhundert, d. h. etwa das Jahr 500. Aber wir vermuten, dass die Arbeit vorher begann, vielleicht um 400 n. Chr.“
Der seit den frühen 1980er Jahren im Chachapoya-Gebiet lebende und forschende peruanische, deutschstämmige Anthropologe Peter Lerche schloss aus der Tatsache, dass für einen solchen Bau bestimmte Voraussetzungen vorliegen müssen, dass die Chachapoya-Kultur schon weit früher, evtl. vor 2000 Jahren begann. Dieselbe Aussage traf Lerche auch im März 2013 in einem Statement für eine Dokumentarfilm-Produktion des TV-Senders Arte über die Ursprünge der Chachapoya-Kultur.
Vermutlich waren die Chachapoya in einem losen Staatenverbund organisiert. Erst die Inka unterwarfen die Chachapoya um 1475, kurz vor Eintreffen der Spanier. Damals müssen sie noch etwa 500.000 Menschen gezählt haben. Ein großer Teil der Bevölkerung wurde deportiert, teilweise bis Cusco.
60 Jahre später verbündeten sich die Reste des Volkes mit den spanischen Konquistadoren gegen die Inka.
1549, 17 Jahre nach dem Eintreffen der Spanier, war die Gesamtbevölkerung durch Masern und Pocken auf 90.000 gesunken. Kurz darauf starben sie weitgehend aus.

## Erforschung und Entdeckung

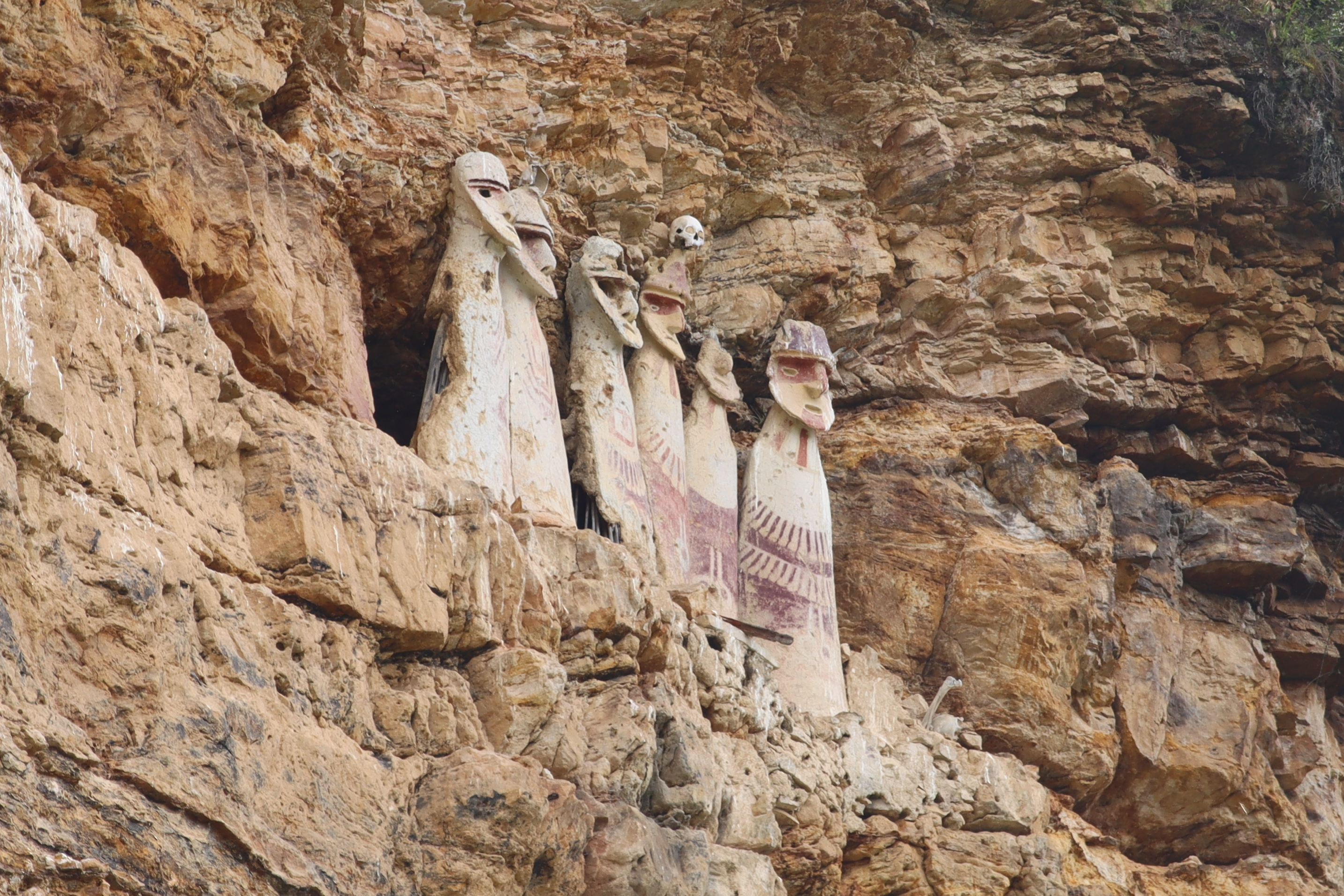
Die Sarkophage von Karajia

1965 entdeckte der Archäologe Federico Kauffmann-Doig die Purunmachus (Alte Männer) genannten Lehmfiguren, Sarkophage der Chachapoya. Bis zu dreißig davon, etwa 60–110 cm groß, stehen in engen Felsnischen der Anden. Sie stellen die Verbindung zu den Ahnen dar.
In den 1990er Jahren wurde im Nordosten Perus, in der Nähe des Kondorsees, eine größere Begräbnisstätte mit mumifizierten Leichen gefunden. In diesen und früher entdeckten Gräbern der Chachapoya waren die Toten, die vorher nach Chachapoya-Art begraben waren, ausgegraben und nach Inka-Art neu bestattet worden – vielleicht um den Widerstand der Chachapoya gegen die Inka zu brechen. Seit dem Jahr 2000 sind die Mumien und weitere Funde der Chachapoya-Kultur im Museum Centro Mallqui in Leymebamba ausgestellt.
Im Jahre 2004 entdeckte ein Forschungsteam unter der Leitung des Forschers und Journalisten Gene Savoy bei Ocumal in der Provinz Luya eine riesige Stadtanlage, die sich über mindestens 65 Quadratkilometer erstreckt, umgeben von einer mit Wachttürmen bestückten Mauer. Insgesamt bestehe die Stadt auf den Hügeln längs des Flusses Huabayacu aus mindestens sechs Anlagen, die mit gepflasterten Wegen miteinander verbunden sind. Die Stadt wurde Gran Saposoa genannt.
Die bis jetzt größte Festung der Kultur ist das in der Nähe der Stadt Chachapoyas liegende Kuelap. Nicht weit davon entfernt wurden vor kurzem die Grabfiguren von Karajia entdeckt. Einige der weiter südlich im Nationalpark Río-Abiseo gelegenen archäologischen Ausgrabungsstätten werden ebenfalls der Chachapoya-Kultur zugerechnet.

## Zu den Ursprüngen der Chachapoya-Kultur

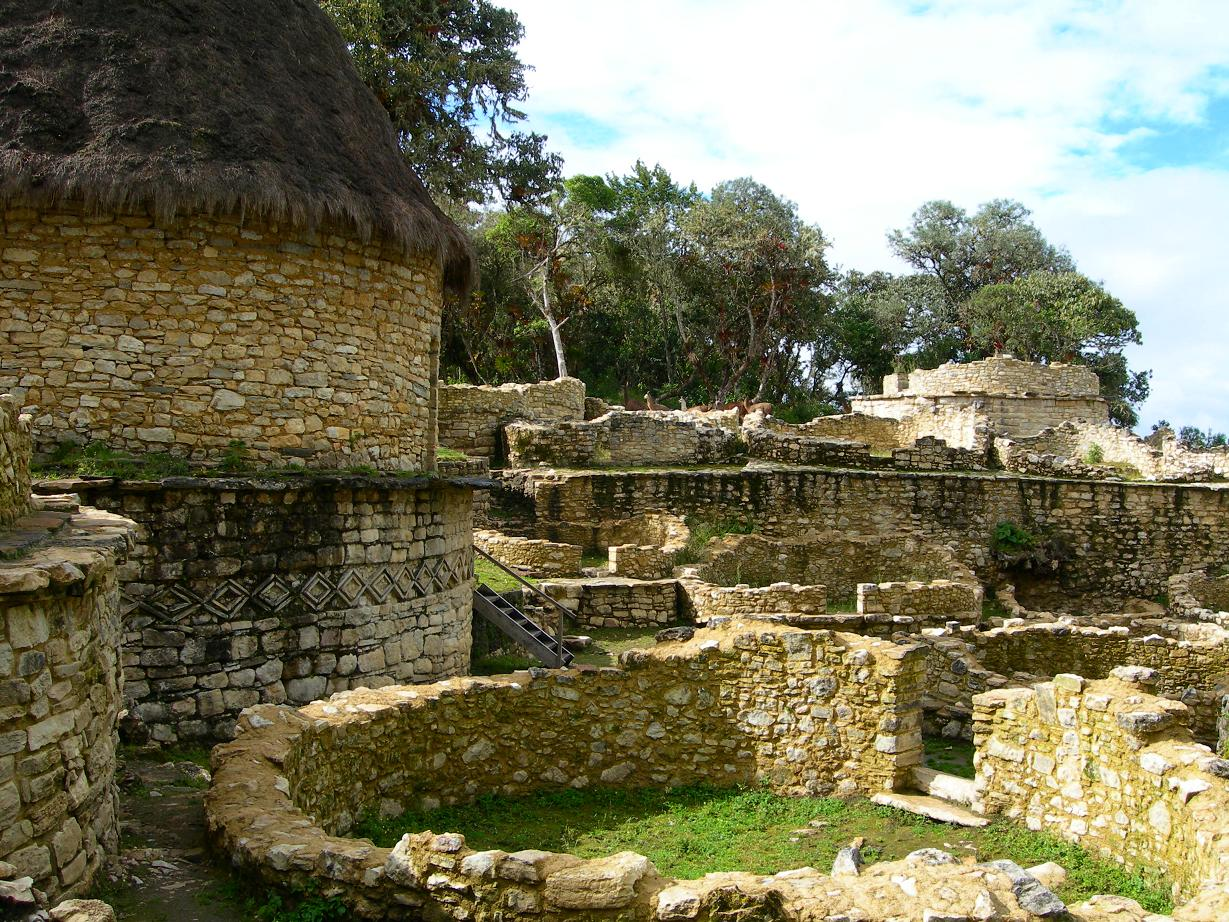
Teilansicht der Festung von Kuelap

Die Chachapoya wurden von dem spanischen Chronisten Pedro de Cieza de León als die „weißesten und schönsten Indianer Perus“ beschrieben. Diese und weitere ähnliche Bemerkungen spanischer Chronisten wurden und werden recht unterschiedlich interpretiert. Das mag dazu beigetragen haben, dass – so die aktuelle Website des „British Museum“ – die Chachapoya als „eine der am wenigsten verstandenen alten Kulturen Südamerikas“ angesehen werden.
Es werden unterschiedliche Regionen Lateinamerikas als Herkunftsgebiet der Chachapoya angesehen: Mittelamerika, Nordkolumbien, die peruanische Pazifikküste, das zentrale Andenhochland und das Tiefland Amazoniens. Der seit 1985 zu den Chachapoya forschende US-amerikanische Archäologe Warren B. Church von der Columbus State University hat solche Theorien analysiert und einen Mangel an überzeugenden Kulturparallelen aufgezeigt.
Church nennt noch ein weiteres, nach seiner Meinung entscheidendes Argument gegen all solche Theorien. Im Rahmen eines aufwendigen, von der University of Colorado Boulder, USA, Archäologen der Universität von Trujillo, Peru, und der peruanischen Regierung unterstützten Grabungsprojekts im Süden des Chachapoya-Gebiets analysierte er fast 100.000 Keramikscherben und beinahe ebenso viele Steinwerkzeuge und verband die Analysen mit ethnographischen Kulturvergleichen und ethnohistorischen Studien. Dabei kam er zu dem Ergebnis, dass die Region bereits vor weit über 4.000 Jahren besiedelt war und dass es schon vor Tausenden von Jahren Langstrecken-Handel zwischen dem amazonischen Tiefland und den Anden gegeben hat. Die Chachapoya-Kultur – so leitet er aus seinen Untersuchungen ab – sei rund um wichtige Knotenpunkte dieser Handelswege im Bergwald des nordöstlichen Andenabhangs Perus im Einzugsgebiet des Río Huallaga, eines großen Amazonasquellflusses, entstanden. Zumindest habe sich dort – im kulturellen Austausch mit Handelspartnern unter benachbarten Indianervölkern – die Keramiktradition der Chachapoya etwa um 400–200 v. Chr. entwickelt und die gesamte Zeit der Chachapoya-Kultur überdauert.
Daraus schloss Church, dass alle Theorien, die den Ursprung der Chachapoya-Kultur in einer Einwanderung eines Volks aus einer anderen Region in das Chachapoya-Gebiet sehen, falsch sein müssen. Allerdings gilt das nur für Theorien, die die Chachapoya als einheitliche Ethnie sehen. Church versteht die Chachapoya-Kultur als eine Mischkultur, die sich an einem bedeutenden Handelsknotenpunkt zwischen dem Amazonasgebiet und den Anden („Andean Cloud Forest Crossroads“) aus alten lokalen Wurzeln und einer Reihe von unterschiedlichen Einflüssen und Zuwanderungen aus verschiedenen Regionen und zu verschiedenen Zeiten entwickelte. Dies weist er anhand verschiedener Keramiktraditionen im Chachapoya-Gebiet nach. Zu den Ursprüngen der spektakulären Bautradition vertreten die zu den Chachapoya forschenden Archäologen nach wie vor kontroverse Positionen.
Der Kulturwissenschaftler Hans Giffhorn vertritt die These, dass die Chachapoya eng mit den Kelten verwandt seien und möglicherweise von einer präkolumbianischen Einwanderung europäischer Seefahrer abstammen. Diese Theorie stützt sich auf genetische Analysen sowie kulturelle und architektonische Parallelen zwischen den Chachapoya und keltischen Kulturen. Allerdings ist diese Hypothese in der wissenschaftlichen Gemeinschaft umstritten und bedarf weiterer Forschung zur Verifizierung.

## Filme
- Karthagos vergessene Krieger, Dokumentarfilm, 2013, 43 min., Buch und Regie: Michael Gregor, Produktion: ZDF / Arte.